# Château de Neuville (Saint-Sulpice)
Pour les articles homonymes, voir Château de Neuville.
 (mars 2025).
La mise en forme du texte ne suit pas les recommandations de Wikipédia : il faut le « wikifier ».
Les points d'amélioration suivants sont les cas les plus fréquents :
- Les titres sont pré-formatés par le logiciel. Ils ne sont ni en capitales, ni en gras.
- Le texte ne doit pas être écrit en capitales (les noms de famille non plus), ni en gras, ni en italique, ni en « petit »…
- Le gras n'est utilisé que pour surligner le titre de l'article dans l'introduction, une seule fois.
- L'italique est rarement utilisé : mots en langue étrangère, titres d'œuvres, noms de bateaux, etc.
- Les citations ne sont pas en italique mais en corps de texte normal. Elles sont entourées par des guillemets français : « et ».
- Les listes à puces sont à éviter, des paragraphes rédigés étant largement préférés. Les tableaux sont à réserver à la présentation de données structurées (résultats, etc.).
- Les appels de note de bas de page (petits chiffres en exposant, introduits par l'outil «  Source ») sont à placer entre la fin de phrase et le point final[comme ça].
- Les liens internes (vers d'autres articles de Wikipédia) sont à choisir avec parcimonie. Créez des liens vers des articles approfondissant le sujet. Les termes génériques sans rapport avec le sujet sont à éviter, ainsi que les répétitions de liens vers un même terme.
- Les liens externes sont à placer uniquement dans une section « Liens externes », à la fin de l'article. Ces liens sont à choisir avec parcimonie suivant les règles définies. Si un lien sert de source à l'article, son insertion dans le texte est à faire par les notes de bas de page.
- La présentation des références doit suivre les conventions bibliographiques. Il est recommandé d'utiliser les modèles {{Ouvrage}}, {{Chapitre}}, {{Article}}, {{Lien web}} et/ou {{Bibliographie}}. Le mode d'édition visuel peut mettre en forme automatiquement les références.
- Insérer une infobox (cadre d'informations à droite) n'est pas obligatoire pour parachever la mise en page.

Pour une aide détaillée, merci de consulter Aide:Wikification.
Si vous pensez que ces points ont été résolus, vous pouvez retirer ce bandeau et améliorer la mise en forme d'un autre article.
Le château de Neuville est un château français situé à Saint-Sulpice, dans le département de la Mayenne et la région des Pays de la Loire.

## Situation
Il est situé sur la rive droite de la Mayenne.

## Désignation
- Le clos de Neuville, 1367 (Chartrier de la Rongère).
- Le grand chemin de la garenne de Neuville à Chasteau Gontier, 1444 (Chartrier de la Rongère).
- Neuville, château, pont sur la Mayenne, mins sur les deux rives, chapelle à la Péannière (Hubert Jaillot).
- Neuville, château, moulin rive droite (Carte de Cassini).
- La terre de la Peannière, alias Neuville, 1781 (Affiches d'Angers).  .

## Histoire
Il s'agissait d'un fief mouvant de la Rongère. Trois haches néolithiques ont été trouvées dans le lit de la Mayenne. Les vignes mentionnées au XIVe siècle sont indiquées encore sur la carte de 1706. Le moulin de Neuville, que Pierre de Quatrebarbes avait eu à titre d'échange de Guillaume Coubin, a appartenu jusqu'au XXe siècle aux seigneurs de la Rongère.
Un poste de gabelle occupait le « port de Neuville » en 1681 et s'y est toujours tenu. Le bac a été supprimé en 1887. 
Louis de Cheffontaines a fait rebâtir le château et bénir une nouvelle chapelle en l'honneur de la sainte Vierge, le 17 juin 1851, qui fut par la suite de nouveau délaissée.

## Chapelle
Près du port était une chapelle construite et dotée par Pierre Arnoul, curé de Bazouges, puis de Denazé, mort en 1665. Cette chapelle n'a pas laissé de traces mais Gilles Marais, principal du collège de Château-Gontier, en fit construire une autre, bénite sous le vocable de saint-Gilles, le 6 septembre 1768. 
La chapelle — dont le musée de Laval possède une custode en cuivre émaillé — a recueilli deux anges adorateurs en bois, hauts de 70 cm, œuvre du père de David d'Angers et provenant de l'église Saint-Rémi de Château-Gontier qui ont eu la chance d'échapper à l'enfouissement effectué pour Saint-Pierre et Saint-Rémy. En effet par contrat passé, le 8 avril 1806, avec Louis-François Allard, david d'Angers père, s'engageait à faire deux statues. L'abbé Angot indique que ces deux œuvres d'art ont été enfouies en terre lors de la construction de la nouvelle église à Château-Gontier.